# Gardens of Stone
Gardens of Stone (titulada Jardines de piedra, en español) es una película dramática estadounidense de 1987 dirigida por Francis Ford Coppola, basada en una novela del mismo nombre de Nicholas Proffitt. Está protagonizada por James Caan, Anjelica Houston, James Earl Jones, DB Sweeney, Dean Stockwell y Mary Stuart Masterson.

## Sinopsis
Un endurecido veterano de las guerras de Corea y Vietnam, el sargento de primera clase Clell Hazard (James Caan), habría preferido ser un instructor en la Escuela de Infantería del Ejército de Estados Unidos en Fort Benning para entrenar a los soldados que se destinan a Vietnam, pero en su lugar es asignado al  1er Batallón del 3er Regimiento de Infantería (La Vieja Guardia) en Fort Myer, Virginia.
La Vieja Guardia es la Guardia de Honor del Ejército de los Estados Unidos. Proporciona la guardia de honor ceremonial para los funerales de los soldados caídos y protege la Tumba del Soldado Desconocido en el Cementerio Nacional de Arlington. Hazard los llama los «soldados de juguete» y odia su trabajo hasta que Jackie Willow (DB Sweeney), hijo de un compañero soldado y viejo amigo, es asignado a su pelotón y con quien ve la oportunidad de asegurarse de que al menos un hombre vuelva a casa desde Vietnam con vida.
Hazard intenta advertir a Willow sobre Vietnam, pero el joven considera que su deber como soldado es luchar por su país, sin importar el tipo de guerra. Hazard odia cómo se está librando la guerra en Vietnam y siente que buenos soldados están muriendo o vuelven heridos de una guerra «equivocada» en la que Estados Unidos no lucha para ganar.
Entre el resto de personas en la vida Hazard se encuentran su viejo amigo y superior, el sargento mayor «Goody» Nelson (James Earl Jones), y su novia Samantha Davis (Anjelica Houston), una escritora de The Washington Post que está en contra de la guerra de Vietnam por diferentes razones.
Willow se casa con la hija de un coronel llamada Rachel Feld (Mary Stuart Masterson), quien al principio se niega a casarse con Jackie mientras sea soldado. Rachel también odia la guerra de Vietnam y teme por su marido.
Hazard está divorciado y no ha visto a su hijo en años debido al amargo divorcio. Después de que el padre de Willow, que es un sargento mayor retirado del ejército de los Estados Unidos y excompañero de armas de Hazard y Nelson en la guerra de Corea, muera de un ataque al corazón, Hazard llega a considerar a Willow como un «hijo». Intenta enseñarle a Willow todo lo que puede sobre ser soldado y sobrevivir en combate.
A su vez, Willow intenta enseñar a su compañero de pelotón, el soldado Albert Wildman, un fracasado crónico, a ser un soldado. Más tarde, Wildman recibe la orden de ir a Vietnam, donde se distingue como un soldado heroico y un eficaz soldado de infantería de combate. Regresa de Vietnam ascendido al rango de sargento y recibe la Medalla de Honor por heroísmo en combate. El sargento Flanagan (Larry Fishburne), miembro del pelotón de Hazard, recibe sus órdenes para Vietnam al mismo tiempo.
Willow sobresale, es ascendido a sargento y se le recomienda asistir a la Escuela de Candidatos a Oficiales, la cual completa y es comisionado como segundo teniente. Se le ordena servir en una unidad de combate en Vietnam. Willow escribe a Hazard desde Vietnam sobre todos los buenos hombres de su pelotón que se pierden en combate. Hazard luego descubre que Willow murió en acción cuando ve las órdenes de entierro de los restos de Willow.
Hazard solicita ser enviado a Vietnam para su tercer período de servicio como sargento de pelotón en una unidad de infantería de combate. Coloca su insignia de soldado de infantería de combate en el ataúd de Willow cubierto con la bandera en la capilla del cementerio nacional de Arlington. Wildman y Flanagan, en ese momento ambos sargentos y recién regresados de Vietnam, también están presentes en el funeral de Willow.
La película termina con los honores militares que se rinden junto a la tumba de Willow en Arlington y Hazard habla con los asistentes al entierro antes del salva de rifles y la reproducción de Taps.

## Reparto
- James Caan como el sargento de primera clase Clell Hazard, sargento de pelotón.
- Anjelica Houston como Samantha Davis.
- James Earl Jones como el sargento mayor «Goody» Nelson, sargento mayor del regimiento.
- DB Sweeney como especialista, sargento, y segundo teniente Jack «Jackie» Willow, Guardia de Honor.
- Dean Stockwell como el capitán Homer Thomas, comandante de la compañía de Hazard.
- Mary Stuart Masterson como Rachel Feld.
- Dick Anthony Williams como el sargento primero R. «Slasher» Williams, sargento primero de la compañía.
- Lonette McKee como Betty Rae Nelson, esposa del sargento mayor Nelson.
- Sam Bottoms como primer teniente Webber, líder de pelotón de Hazard.
- Elias Koteas como el especialista Pete Deveber, empleado de la empresa.
- Larry Fishburne como sargento / especialista Flanagan, líder de escuadrón de Jack Willow.
- Casey Siemaszko como el sargento Albert Wildman, amigo de Jack en el pelotón.
- Peter Masterson como el coronel Feld.
- Carlin Glynn como la Sra. Campo.

## Recepción
La película obtuvo críticas mixtas de los críticos, ya que actualmente tiene una calificación del 47% en Rotten Tomatoes según 15 reseñas. La película se inscribió en el 15º Festival Internacional de Cine de Moscú.

### Taquilla
La película tuvo un estreno limitado (612 cines) y terminó recaudando 5  262  047 dólares. Según Box Office Mojo, la película también recaudó 1  645  588 dólares en su primer fin de semana.

## Reemplazo de Griffin O'Neal
Griffin O'Neal fue elegido inicialmente para interpretar a Albert Wildman en Jardines de piedra, pero fue reemplazado por Casey Siemaszko después de su participación en la muerte accidental en lancha motora del hijo mayor de Coppola, Gian-Carlo Coppola, en mayo de 1986.